# Ballia (distrikt)
Ballia (hindi: बलिया ज़िला, urdu: بالیا ضلع) er et distrikt i den indiske delstat Uttar Pradesh. Distriktets hovedstad er Ballia.

## Demografi
Ved folketællingen i 2011 var der 3.223.642 indbyggere i distriktet, mod 2.761.620 i 2001. Den urbane befolkning udgør 9,43 % af befolkningen.
Børn i alderen 0 til 6 år udgjorde 13,92 % i 2011 mod 18,72 % i 2001. Antallet af piger i den alder per tusinde drenge er 942 i 2011.